# Bazyli Degórski
Bazyli Degórski (imiona świeckie: Remigiusz Stefan; ur. 20 października 1955 w Łasinie) – polski duchowny katolicki, hieromnich, doktor teologii i nauk patrystycznych, doktor habilitowany nauk teologicznych, profesor teologii (belwederski; zakres: patrologia, historia Kościoła), Prokurator Generalny przy Stolicy Świętej Zakonu św. Pawła Pierwszego Pustelnika (od 1996), profesor patrologii i teologii dogmatycznej okresu patrystycznego na Papieskim Uniwersytecie św. Tomasza z Akwinu w Rzymie oraz profesor patrologii i antropologii patrystycznej na Papieskim Wydziale Teologicznym i Instytucie Duchowości „Teresianum” w Rzymie.

## Życiorys
W latach 1962–1970 uczęszczał do szkoły podstawowej w Piotrkowie Kujawskim. W latach 1970–1974 był alumnem Niższego Seminarium Duchownego w Płocku, gdzie pełnił funkcję organisty i dziekana ogólnego (na IV roku). W latach 1974–1977 był alumnem Wyższego Seminarium Duchownego we Włocławku, gdzie pełnił m.in. funkcję organisty. W sierpniu 1977 rozpoczął nowicjat w Zakonie św. Pawła Pierwszego Pustelnika (w miejscowości Leśniów koło Żarek), kończąc go pierwszą profesją zakonną złożoną w Leśniowie dnia 25 sierpnia 1978. W latach 1978–1981 kontynuował studia filozoficzno-teologicze w Wyższym Seminarium Duchownym Zakonu św. Pawła Pierwszego Pustelnika w Krakowie (Na Skałce). Zarówno w nowicjacie paulińskim, jak i w Wyższym Seminarium Duchownym Paulinów w Krakowie pełnił także funkcję organisty. Dnia 25 marca 1981 na Jasnej Górze w Częstochowie złożył śluby wieczyste uroczyste w Zakonie św. Pawła Pierwszego Pustelnika, a 26 marca 1981 przyjął święcenia diakonatu w kościele Paulinów w Krakowie (Na Skałce). Święcenia kapłańskie przyjął 20 czerwca 1981 na Jasnej Górze w Częstochowie (z rąk biskupa Stefana Bareły). Od września 1981 posiada indult birytualizmu (obrządek bizantyńsko-słowiański), sprawując posługę kapłańską między innymi w żeńskim monasterze Zaśnięcia Matki Bożej (Uspenskij) w Rzymie (Via della Pisana 342).

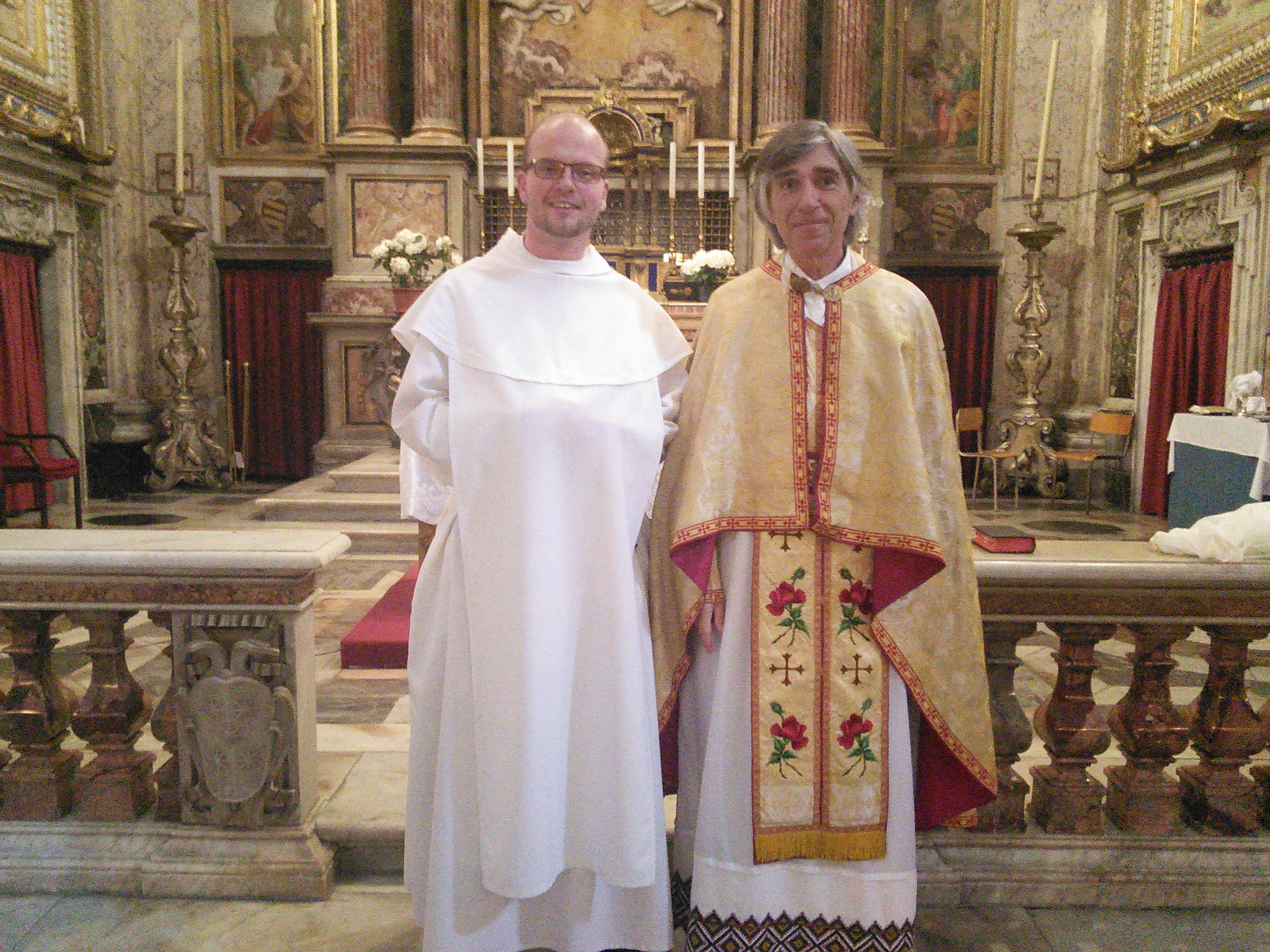
Bazyli Degórski z br. Kazimierzem Zielińskim, O.S.P.P.E., studentem „Angelicum”, po odprawieniu Boskiej Liturgii w kościele akademickim „Angelicum”

W latach akademickich 1981-1987 odbył studia specjalistyczne z teologii i nauk patrystycznych w Instytucie  Patrystycznym Augustinianum Papieskiego Uniwersytetu Laterańskiego w Rzymie, gdzie w 1987 roku obronił pracę doktorską (dotyczącą patrystycznej paleografii łacińskiej) pt. „Edizione critica della Vita S. Pauli Primi Eremitae di S. Girolamo”, pisaną pod kierunkiem prof. Marii Gracji Mary. W czasie pobytu w Rzymie na studiach specjalistycznych (1981-1987) prowadził także śpiewy liturgiczne lub grał na organach podczas mszy świętej po polsku transmitowanej o godz. 16:30 przez Radio Watykańskie. Od 1987 do 2017 (i ponownie od grudnia 2020 roku) członek redakcji naukowej czasopisma patrystycznego Vox Patrum, wydawanego przez Międzywydziałowy Zakład Badań nad Antykiem Chrześcijańskim Katolickiego Uniwersytetu Lubelskiego; od 2017 roku recenzent tegoż czasopisma. Od 1988 zastępca redaktora naczelnego rocznika naukowego Wyższego Seminarium Duchownego Zakonu św. Pawła Pierwszego Pustelnika w Krakowie – „Dissertationes Paulinorum”. Członek zwyczajny „Association Internationale d’Études Patristiques” (od 1991). Od 1994 ─ członek zwyczajny Komisji Badań nad Antykiem Chrześcijańskim (przy Sekcji Historyczno-Filologicznej Towarzystwa Naukowego Katolickiego Uniwersytetu Lubelskiego). Redaktor naukowy działu patrologicznego rosyjskiej „Encyklopedii Katolickiej” (od 19 I 1999). Członek Kolegium Redakcyjnego Wydawnictw Wyższej Szkoły Humanistyczno-Ekonomicznej we Włocławku (od stycznia 2009). Członek Rady Naukowej czasopisma “Biblica et Patristica Thoruniensia” wydawanego przez Wydział Teologiczny Uniwersytetu Mikołaja Kopernika w Toruniu (od 2012 roku). Członek Komitetu Naukowego “Roczników Teologii Duchowości” wydawanych przez Instytut teologii Duchowości Wydziału Teologii Katolickiego Uniwersytetu Lubelskiego (od 2012). Członek Rady naukowej „Rocznika Teologii Katolickiej” wydawanego przez Międzywydziałową Katedrę Teologii Katolickiej Uniwersytetu w Białymstoku (od 2012). Członek Kolegium Redakcyjnego „Zeszytów Naukowych WSHE” wydawanych przez Wyższą Szkołę Humanistyczno-Ekonomiczną we Włocławku (od 22 IV 2013 roku; od sierpnia 2015 uczelnia zmieniła nazwę na: „Kujawska Szkoła Wyższa we Włocławku”). Członek Rady Programowej czasopisma naukowego “Sosnowieckie Studia Teologiczne” (od 30 V 2014). Członek Rady naukowej/programowej „Studiów Teologii Dogmatycznej” wydawanych przez Towarzystwo Teologów Dogmatyków i Katedrę Teologii Katolickiej Uniwersytetu w Białymstoku (od 2015). Recenzent rocznika „Zapiski Kujawsko-Dobrzyńskie” wydawanego przez Włocławskie Towarzystwo Naukowe (od 2015). Członek Rady naukowej rocznika ΘΕΟΦΩΣ-THEOFOS, wydawanego przez Sekcję Filozofii Polskiego Towarzystwa Teologicznego w Krakowie (od 2015 ). Członek Rady naukowej półrocznika „Sympozjum” wydawanego przez Wyższe Seminarium Misyjne Księży Sercanów w Stadnikach (od X 2017). Recenzent czasopisma "Angelicum" wydawanego przez Papieski Uniwersytet Świętego Tomasza z Akwinu w Rzymie (od IX 2020). Recenzent czasopisma Roczniki Teologiczne wydawanego przez Katolicki Uniwersytet Lubelski Jana Pawła II (od 2021 roku).
W 2002 uzyskał stopień doktora habilitowanego nauk teologicznych (specjalizacja: patrologia) na Katolickim Uniwersytecie Lubelskim, a w 2008 uzyskał tytuł profesora nauk teologicznych.
17 XI 2015 – Giovanni Tani, arcybiskup Archidiecezji Urbino-Urbanii i Sant’Angelo in Vado mianował go biegłym „in re historica et archivistica” w procesie beatyfikacyjnym i kanonizacyjnym Sługi Bożej Marii Teresy Carloni z Urbanii.

## Nagrody
Laureat nagrody Feniks (nagroda główna: „Feniks Złoty”) przyznawanej przez Stowarzyszenie Wydawców Katolickich: 18 IV 2015. W uzasadnieniu nagrody czytamy: „Za wybitne dokonania w dziedzinie patrologii, teologii dogmatycznej, antropologii patrystycznej. Sytuują się one na najwyższym światowym poziomie, co potwierdza powierzenie badaczowi krytyczne wydanie pism historycznych i hagiograficznych w prestiżowym cyklu dzieł wszystkich św. Hieronima. Uczony jest znawcą dziejów monastycyzmu starożytnego, specjalizuje się również w paleografii i kodykologii łacińskiej. Jego prace nad tradycją rękopiśmienną «Żywota św. Pawła Pustelnika», jak też innych żywotów napisanych przez św. Hieronima, opracowanie tych tekstów, ich przekłady na język polski i włoski oraz liczne studia nad nimi – stanowią imponujący dorobek, godny najwyższych pochwał i wyróżnień. Rozsławiający przy tym imię polskiej, w większym sensie, zakonnej kultury humanistycznej”.

## Publikacje
Wybrane pozycje książkowe:
1. Edizione critica della „Vita Sancti Pauli Primi Eremitae” di Girolamo, Institutum Patristicum „Augustinianum”, Roma 1987 (208 ss.).
2. La dottrina trinitaria prenicena [= „Dissertationes Paulinorum”, 4/1], Kraków-Skałka 1991.
3. Św. Hieronim. Żywoty mnichów: Pawła, Hilariona, Malchusa [= Źródła monastyczne, 10], Tyniec-Kraków 1995 (252 ss.).
4. San Girolamo. Vite degli eremiti: Paolo, Ilarione, Malco [= Collana di Testi Patristici, 126], Città Nuova Editrice, Roma 1996 (216 ss.).
5. Przekaz łacińskich rękopisów Vita Sancti Pauli Primi Eremitae św. Hieronima [= Katolicki Uniwersytet Lubelski. Międzywydziałowy Zakład Badań nad Antykiem Chrześcijańskim], Lublin 2000 (450 ss.).
6. Zbawczy dialog Boga z ludźmi w pismach św. Gaudentego z Brescji, Rzym 2001 (426 ss.).
7. Św. Hieronim. Listy do Eustochium. Listy 22, 31, 108 [= Źródła monastyczne, 33], Tyniec-Kraków 2004 (325 ss.).
8. B. Degórski – L. Mirri, Eugippio. La Regola  [= Collana di Testi Patristici, 183], Città Nuova Editrice, Roma 2005 (224 ss.).
9. I manoscritti della Vita Sancti Pauli Primi Eremitae di san Girolamo conservati nella Biblioteca Apostolica Vaticana [= Katolicki Uniwersytet Lubelski. Międzywydziałowy Zakład Badań nad Antykiem Chrześcijańskim], Lublin 2005 (1052 ss.).
10. Il monachesimo latino nel Mediterraneo (secc. IV-VI): protagonisti e legislazione  [= Katolicki Uniwersytet Lubelski Jana Pawła II. Instytut Badań nad Antykiem Chrześcijańskim], Lublin 2006 (357 ss.).
11. I manoscritti della Vita Sancti Pauli Primi Eremitae di San Girolamo conservati nelle biblioteche di Roma (esclusa la Biblioteca Apostolica Vaticana) [= Katolicki Uniwersytet Lubelski Jana Pawła II. Instytut Badań nad Antykiem Chrześcijańskim], Wydawnictwo KUL, Lublin 2010 (474 ss.).
12. I manoscritti della Vita Sancti Pauli Primi Eremitae di San Girolamo, conservati nelle biblioteche di Roma, che contengono testo incompleto dell’opera geronimiana o che si ispirano ad essa [= Katolicki Uniwersytet Lubelski Jana Pawła II. Ośrodek Badań nad Antykiem Chrześcijańskim], Wydawnictwo KUL, Lublin 2011.
13. Hieronymi historica et hagiographica. Vita Beati Pauli monachi Thebaei. Vita Hilarionis. Vita Malchi monachi captivi. Epistula praefatoria in Chronicis Eusebii Caesariensis. Chronicorum Eusebii Caesariensis continuatio. De viris inlustribus. In Regulae S. Pachomii versionem praefatio || Girolamo. Opere storiche e agiografiche. Vita di san Paolo, eremita di Tebe. Vita di Ilarione. Vita di Malco, l’eremita prigioniero. Prefazione alla traduzione delle Cronache di Eusebio di Cesarea. Continuazione delle Cronache di Eusebio di Cesarea. Gli uomini illustri. Prefazione alla traduzione della Regola di Pacomio [= Hieronymi opera, XV || Opere di Girolamo, XV], Città Nuova, Roma 2014 (564 ss.).
14. L. Misiarczyk – B. Degórski, Ewangelistarz Płocki z XII wieku. Krytyczne wydanie tekstu łacińskiego z kodeksu „Perykopy Ewangeliczne” Archiwum Diecezji Płockiej, Wydawnictwo Naukowe UKSW, Warszawa 2016 (628 ss.).